# Европейский маршрут E37
Европейский маршрут Е37 — европейский автомобильный маршрут категории А в Германии, соединяющий города Бремен и Кёльн. Длина маршрута — 336 км.
Маршрут Е37 проходит через города Лоне, Валленхорст, Оснабрюк, Гревен, Бергкамен, Дортмунд, Вупперталь и Леверкузен.
Е37 пересекается с маршрутами 
| - E22 - E233 - E234 - E30 |  | - E41 - E34 - E331 - E35 |  | - E40 - E29 - E31 |

## Фотографии

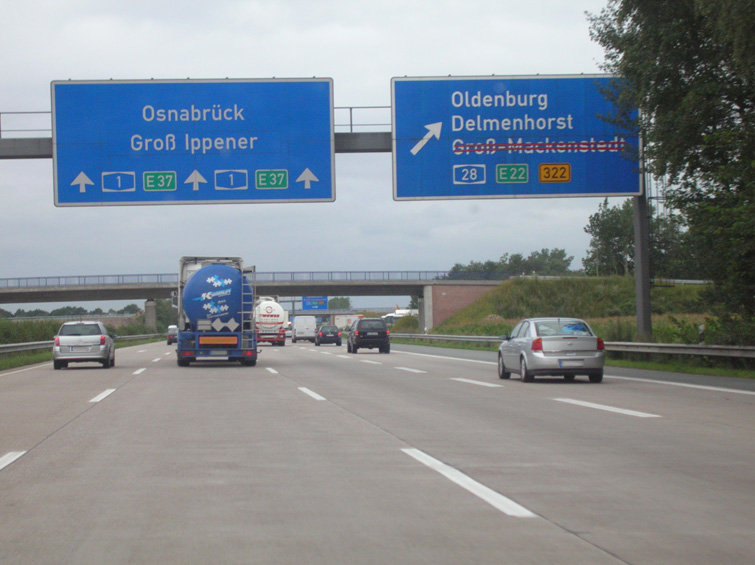
Е37 к западу от Бремена
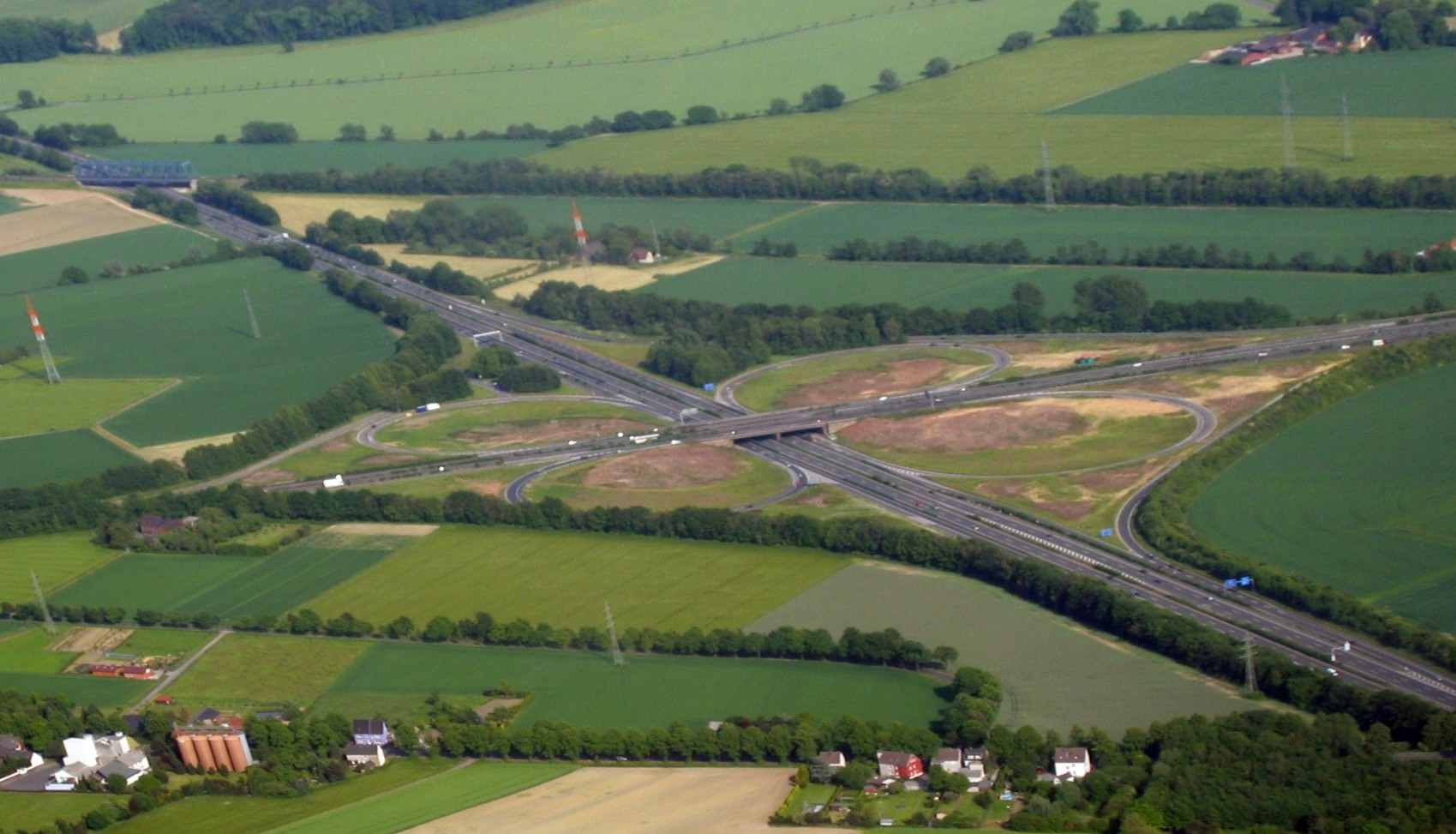
Е37